# マイクロエレベーター
株式会社マイクロエレベーター（Micro Elevator Co.,Ltd.）は、東京都足立区綾瀬に本社を置く、各種昇降機の販売からメンテナンスを行っている企業。その他、バリアフリー用の福祉機器の販売・メンテナンス、さらには特定福祉用具の貸与・販売や住宅改修（介護リフォーム）も行っている。

## 概要
1980年（昭和55年）に設立されたマイクロエレベーター製作所が前身。2005年（平成17年）、代表者の交代を機に、現在の株式会社マイクロエレベーターに社名変更した。
展開している事業は次の３つ。
①エレベータ事業：荷物運搬用である、小荷物専用昇降機の販売とメンテナンス。
②ヘルスケア事業：いす式階段昇降機、車いす用昇降機、段差解消機等バリアフリー用福祉機器の販売とメンテナンス。⇒国産階段昇降機メーカー、大同工業株式会社の全国総代理店
③介護サービス事業：特定福祉用具の貸与・販売、住宅改修（介護リフォーム）⇒屋号：パナソニックエイジフリーショップ足立
「企業の経営改革」と「従業員の仕事と生活の両立」を進めている企業として、平成21年から11年連続で「足立区ワーク・ライフ・バランス企業」として認定されている。
2024年8月　M&Aにより日建リース工業株式会社の子会社になる。

## 営業所
- 本社：東京都足立区綾瀬3-25-19
- 城北サービスセンター：東京都足立区鹿浜4-24-1